# 창녕성씨종중문서
창녕성씨종중문서(昌寧成氏宗中文書)는 대한민국 충청남도 아산시에 있는 조선시대 창녕 성씨 문중에서 보관하고 있는 서적과 고문서들이다. 1989년 4월 20일 충청남도의 문화재자료 제311호로 지정되었다.

## 개요
창녕 성씨 문중에서 보관하고 있는 서적과 고문서들이다.
조선 정조 11년(1787)에 작성된 성영의 찰방 점검문서, 숙종 40년(1714)에 만들어진 성한익의 호구단자, 광해군 10년(1618)에 성취성이 만든 서적 등이 남아 있다.

## 참고 문헌
- 창녕성씨종중문서 - 국가유산청 국가유산포털